# Кюл тегин
Кюл тегин (Турски; Kül Tign; кит. Кюе-деле/теле) – тюркски принц от времето на Втория тюркски каганат (682/3-745), брат на Билге каган (716-734) и син на възстановителя на каганата Елтемиш (682-691).